# Bent Hansen (regionsrådsformand)
 Der er flere personer med dette navn, se Bent Hansen.
Bent Hansen (født 6. november 1948 i Them) er cand.mag., tidligere formand for Danske Regioner og regionsrådsformand i Region Midtjylland, valgt for Socialdemokraterne.

## Baggrund og karriere
Bent Hansen er søn af banearbejder Åge Hansen og stationsbestyrer Nicoline Hansen i Them. Han er far til Pernille Blach Hansen, tidligere folketingsmedlem for Socialdemokraterne. Bent Hansen blev uddannet cand.mag. i samfundsfag og historie fra Aarhus Universitet i 1976, hvor han var undervisningsassistent fra 1977-1978. Fra 1978 til 1997 var han adjunkt ved Viborg Katedralskole.
Hansen blev valgt til Viborg Amtsråd for første gang i 1981 og var fra 1990 til amtets nedlæggelse i 2007 amtsborgmester. Ved siden af hvervet som amtsborgmester havde Bent Hansen en lang række andre tillidsposter, blandt andet var han formand for Amtsrådsforeningens sundhedsudvalg. I 2006 blev han valgt som regionsrådsformand for Region Midtjylland, og blev genvalgt til posten i 2013.
Efter regionsrådsvalg 2017 fratrådte Bent Hansen som regionsrådsformand i Region Midtjylland og som formand for Danske Regioner. Konstitueringsaftalen i Region Midtjylland gjorde Anders Kühnau (S) til Regionsformand. Efter valget valgte Danske Regioners nye bestyrelse Stephanie Lose (V) som formand, Ulla Astman (A) er 1. næstformand, og Henrik Thorup (O) er 2. næstformand på det konstituerende bestyrelsesmøde i forlængelse af Danske Regioners generalforsamling i Aarhus.